# Telenet Kids Awards
De Telenet Kids Awards waren prijzen voor televisieprogramma's, films, computerspellen, boeken, muziek en personen. Ze werden tussen 2004 en 2009 jaarlijks uitgereikt, terwijl de show met zangoptredens van Belgische artiesten werd uitgezonden op VTM. Kinderen en jongeren konden vooraf stemmen.

## Editie 2004
Winnaars
- Beste televisieprogramma: Spring
- Beste muziek: Spring
- Beste rage: Diddl
- Beste jeugdauteur: Marc de Bel
- Beste stripfiguur: Kiekeboe
- Beste film: Finding Nemo
- Spetter van het jaar: Jelle Cleymans

## Editie 2005
Winnaars
- Beste televisieprogramma: Spring
- Beste muziek: Spring
- Beste boek: Harry Potter
- Beste computerspel: KetnetKick
- Beste film: Shrek 2
- Griet van het jaar: Natalia Druyts
- Spetter van het jaar: Jelle Cleymans

## Editie 2006
Winnaars
- Beste televisieprogramma: Spring
- Beste muziek: Spring
- Beste boek: Harry Potter
- Beste strip: F.C. De Kampioenen
- Beste website: Ketnet
- Beste computerspel: KetnetKick
- Beste film: Harry Potter en de Vuurbeker
- Griet van het jaar: Kim Clijsters
- Spetter van het jaar: Tom Boonen

## Editie 2007
Presentatie
- Rani De Coninck
- Jan Van den Bossche

Winnaars
- Beste televisieprogramma: F.C. De Kampioenen
- Beste muziek: Clouseau
- Beste computerspel: De Sims 2: Huisdieren
- Beste film: Pirates of the Caribbean: Dead Man's Chest
- Griet van het jaar: Kim Clijsters
- Spetter van het jaar: Stan Van Samang

## Editie 2008
Presentatie
- Rani De Coninck
- Jan Van den Bossche

Winnaars
- Beste televisieprogramma: Sara
- Beste muziek: Mega Mindy
- Beste computerspel: Ratatouille
- Beste film: Ratatouille
- Griet van het jaar: Free Souffriau
- Spetter van het jaar: Dean Delannoit

## Editie 2009
Presentatie
- Rani De Coninck
- Jan Van den Bossche

Winnaars
- Beste muziek: Milk Inc.
- Beste televisieprogramma: LouisLouise
- Beste film: Anubis en het pad der 7 zonden
- Beste computerspel: Wii Sports
- Griet van het jaar: Free Souffriau
- Spetter van het jaar: Niels Destadsbader